# Irkut MC-21
Irkut MC-21 (MS-21) – seria współczesnych pasażerskich samolotów wąskokadłubowych średniego zasięgu produkcji rosyjskiej. Rozwijane są dwa typy, mogące pomieścić od 132 do 211 pasażerów. Samolot został zaprojektowany przez firmę Irkut oraz biuro konstrukcyjne Jakowlewa. Oznaczenie МС-21 pochodzi od rosyjskiego skrótu „Магистральный самолёт 21 века” – Magistralnyj Samolot 21 wieka (samolot liniowy 21 wieku) i początkowo było transliterowane z cyrylicy jako MS-21, na rynki zachodnie przyjęto nazwę MC-21, zgodną z zapisem w cyrylicy. MC-21 jest zmienioną wersją samolotu Jakowlew Jak-242, który nie został wyprodukowany. Samolot ma zastąpić wysłużone maszyny Tupolew Tu-154, oraz w przyszłości samoloty Tupolew Tu-204. Certyfikacja i rozpoczęcie produkcji samolotu planowane było na 2018 rok. W 2013 r. zdecydowano, że seryjne samoloty MC-21 będą nosiły nazwę Jak-242, lecz zrezygnowano z tego.

## Projektowanie
Projekt wywodził się z projektu samolotu Jak-242, nad którym prace rozpoczęto w 1987 roku, lecz w 1993 wstrzymano je z braku funduszy. Ulepszony projekt MC-21 został opracowany na konkurs agencji Rosawiakosmos ogłoszony w 2002 roku. Pierwotnie był on wspólnym dziełem biur Jakowlewa i Iljuszyna, lecz w 2008 roku Iljuszyn wycofał się z projektu (na rzecz własnego Ił-214), a głównym projektantem została korporacja Irkut, która w 2004 roku wykupiła biuro Jakowlewa.
Pierwotnie projekt miał zawierać około 33% materiałów kompozytowych, podnosząc tę wartość do 40–45% pod warunkiem, że kompozytowe skrzydło zastanie dodane w 2015. W marcu 2008 została podpisana umowa ze spółką Suchoj Civil Aircraft Company na projektowanie i produkowanie skrzydeł do samolotu. Samolot zostanie wyposażony w dwa rodzaje silników. Samoloty zamówione przez linie lotnicze z Rosji otrzymają silniki Awiadwigatiel PD-14, natomiast samoloty przeznaczone na eksport otrzymają silniki Pratt & Whitney PW1000G. Awionikę do samolotu dostarczy Rockwell Collins oraz jego rosyjski partner Avionika.
Samolot ten ma być o 10–15% bardziej ekonomiczny niż popularne Airbusy A320 oraz Boeingi 737, również ma spalać o około 15% mniej paliwa, a koszty eksploatacji mają być niższe nawet o 20%. Szerokość kadłuba, wynosząca 4,06 m, jest odpowiednio o 11 i 36 cm większa niż w tych samolotach, co ma zapewnić większy komfort. Producent planuje sprzedaż 1060 MC-21 w latach 20. i 30. XXI wieku.
W lutym 2014 rozpoczęto budowę pierwszego prototypu, oblot MC-21-300 nastąpił 28 maja 2017.
Samolot jest wyposażony w system Fly-by-wire.

## Warianty
- MC-21-100 – model, który nie wejdzie do produkcji, zabierający na pokład około 130 pasażerów, mógł stwarzać konkurencję dla samolotu Suchoj Superjet 100.
- MC-21-200 – model podstawowy zabierający na pokład 165 pasażerów lub 132 w konfiguracji dwuklasowej (12+120)[1] (podobnie jak Airbus A319 i Boeing 737-700).
- MC-21-300 – wersja ta ma pojemność 211 pasażerów lub 163 w konfiguracji dwuklasowej(16+147)[1] (podobnie jak Airbus A320 i Boeing 737-800).
- MC-21-400 – największa proponowana wersja mogąca zabrać do 230 pasażerów, tak jak Airbus A321, Boeing 737-900, Boeing 757.

## Zamówienia i opcje na zamówienia
Na 2017 rok złożono zamówienia na 285 samolotów Irkut MC-21-200 i 300, w 185 przypadkach wpłacono zaliczki.
Pierwsze dostawy zaplanowano na koniec 2022 roku, jednak z powodu sankcji nałożonych na Rosję i problemów z zachodnimi komponentami dostawa zostanie opóźniona.
Wersja z własną awioniką też ma problemy, ponieważ dostawy rodzimej awioniki zaplanowano na koniec 2024 lub 2025 rok.

## Podobne samoloty
- Airbus A320
- Boeing 737
- Comac C919
- Tu-204